# 最強○×計画
最強○×計画（さいきょうまるばつけいかく）は、2006年10月25日にリリースされたMOSAIC.WAVのメジャー2作目のシングル。

## 解説
- テレビアニメ『すもももももも 地上最強のヨメ』オープニングテーマとして発表された楽曲で、ジャケットにはみ〜こと柏森進の写真が漫画調で表現されている。

## 収録曲
1. 最強○×計画 [4:02] 
  - 作詞：金杉はじめ・柏森進、作曲・編曲：柏森進
2. DICE★KI♪ [4:33] 
  - 作詞：金杉はじめ・み〜こ、作曲：小池雅也、編曲：小池雅也・柏森進
3. 最強○×計画（off vocal）
4. DICE★KI♪（off vocal）

## 収録アルバム
| 曲名                   | 収録アルバム                                                 | 備考                             |
| ---------------------- | ------------------------------------------------------------ | -------------------------------- |
| 最強○×計画             | Amusement Pack                                               | 1作目のベスト・アルバム          |
| 最強○×計画             | ナニコレ。笑 〜なつかしい にんきの これくしょん〜            | ランティス設立10周年記念アルバム |
| 最強○×計画             | Lantis 10th anniversary Best 090926                          | ランティス設立10周年記念アルバム |
| 最強○×計画 （TV SIZE） | すもももももも 〜地上最強のヨメ〜 オリジナルサウンドトラック |                                  |